# Mucrotettix gibbosus
Mucrotettix gibbosus är en insektsart som beskrevs av Perez-gelabert, Hierro och D. Otte 1998. Mucrotettix gibbosus ingår i släktet Mucrotettix och familjen torngräshoppor. Inga underarter finns listade i Catalogue of Life.